# Petäjäjärvi (sjö i Parkano, Birkaland)
Petäjäjärvi är en sjö i kommunen Parkano i landskapet Birkaland i Finland. Sjön ligger 151,5 meter över havet. Arean är 60 hektar och strandlinjen är 4,91 kilometer lång. Sjön  ingår i Kumo älvs huvudavrinningsområde.   Den ligger omkring 57 km norr om Tammerfors och omkring 220 km norr om Helsingfors. 